# Heuweiler
Heuweiler es un municipio alemán de poco más de mil habitantes en el estado de Baden-Wurtemberg, en las cercanías de Friburgo de Brisgovia y de la frontera francesa de Alsacia. También es cercano a la ciudad suiza de Basilea.

## Enlaces externos

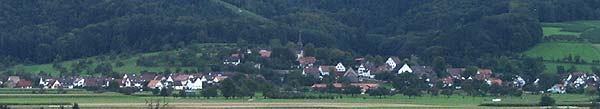
Heuweiler